# Луїс Куен
Луїс Куен (англ. Louis Kuehn, 2 квітня 1901 — 30 березня 1981) — американський стрибун у воду.
Олімпійський чемпіон 1920 року.